# Zajta
Zajta (deutsch Saiten) ist eine ungarische Gemeinde im Kreis Fehérgyarmat im Komitat Szabolcs-Szatmár-Bereg. Sie gehört mit Vállaj und Mérk zu den drei sathmarschwäbischen Siedlungen auf der ungarischen Seite des Grenzgebietes zwischen Rumänien und Ungarn.

## Geografische Lage
Zajta liegt 14 Kilometer nordöstlich der Stadt Csenger in gut ein Kilometer Entfernung von der rumänischen Grenze. Die Nachbargemeinde Rozsály befindet sich ein Kilometer nördlich. Jenseits der rumänischen Grenze befindet sich der Ort Peleș im Kreis Satu Mare.

## Name
Der Name stammt vom ungarischen Namen Zah, der wiederum kann auf den hebräischen Personennamen Zacheus zurückgeführt werden.

## Geschichte
Die erste Erwähnung datiert aus dem Jahr 1314 als Zalyta, die Ortschaft gehörte einst der Adelsfamilie Gutkeled.
1671 wurde der Ort von Kaiserlichen Truppen unter Karl Strasoldo zerstört und war bis 1767 unbewohnt.
In den nächsten Jahren wurde die Ortschaft von Sathmarer Schwaben wieder besiedelt. Einige gehen davon, dass die ersten Siedler 1790 in dem Ort ankamen. Andere setzen das Jahr 1767 als den Zeitpunkt für die erste Besiedlung mit Sathmarer Schwaben an. Wahrscheinlicher ist, dass ab 1790 Schwaben sich in Saiten niedergelassen haben, da die ersten Geburten im katholischen Kirchenbuch Ende 1793 verzeichnet werden. Die Zuwanderung erfolgte zum größten Teil ab 1794 aus Erdeed. Die alte gotische Kirche aus dem 14. Jahrhundert, die zwischenzeitlich im 16. und 17. Jahrhundert den Reformierten gehörte, wurde nach den Plänen vom Architekten Josef Bitthauser zwischen 1791 und 1819 im barocken Stil wiedererrichtet. Der Schutzpatron der Kirche war der Heilige Georg und die Dorfbevölkerung konnte die Kirche seit 1793 benutzen. 2010 wurden nach einer Renovierung Wandgemälde, eingemauerte Fenster und Nischen entdeckt.
Die Zeichnungen des Architekten Josef Bitthauser von der ursprünglichen Kirche sind noch erhalten. Sie kamen den Restauratoren bei den Renovierungsarbeiten zu Hilfe. Die Kirche wurde am 12. Oktober 2014 wieder eingeweiht.
Die Ortschaft hat nach dem Trianon-Friedensvertrag ein paar Monate lang zu Rumänien gehört. Da dies nicht den gezeichneten Karten entsprach, initiierte Gál Vitéz Lajos eine neuerliche Überprüfung. Nach der Feststellung, dass Saiten laut den Karten auf ungarischem Gebiet liegt, verließ die rumänische Armee am 4. Juli 1920 den Ort.

## Gemeindepartnerschaften
Zajta unterhält Partnerschaften mit Kommunen in Rumänien und Polen.
 Lázári
 Gmina Słopnice

## Verkehr

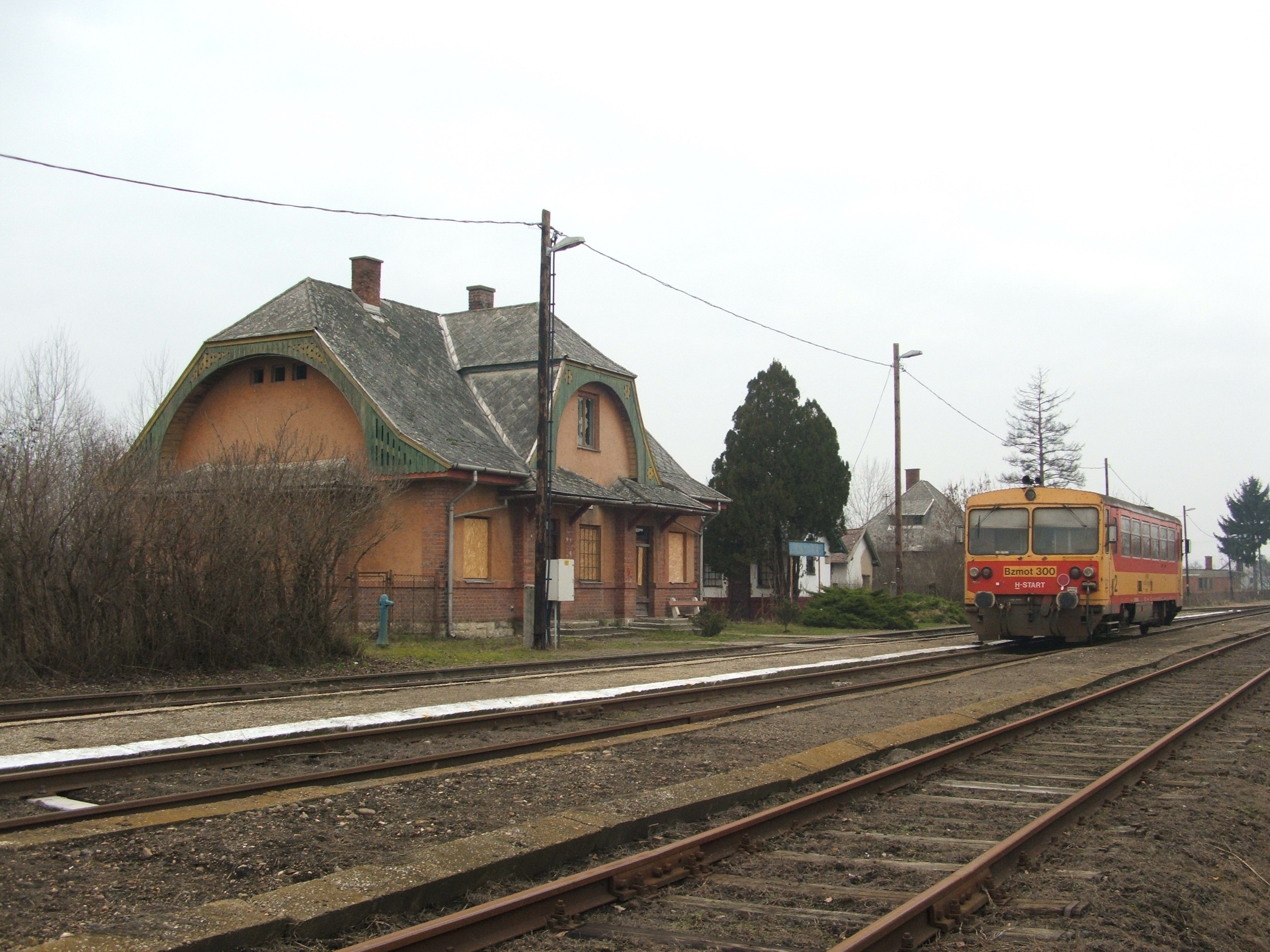
Bahnhof in Zajta mit Schienenbus

Die Eisenbahnstation der Gemeinde ist die östlichste des Landes Ungarn. Es bestehen Zugverbindungen nach Fehérgyarmat. Die Eisenbahnlinie ist einst zwischen Fehérgyarmat und Sathmar entstanden, durch die Grenzziehung nach dem Trianon-Friedensvertrag von 1920 wurde Saiten Endstation. Die auf der rumänischen Seite verlegten Gleise wurden entfernt.
Durch den Ort verlaufen die Nebenstraßen Nr. 41135 und Nr. 41335. In südöstlicher Richtung führt eine Straße zur rumänischen Grenze. Dort befindet sich ein Grenzübergang, der an Sonntagen in der Zeit von 10–18 Uhr geöffnet ist.